# NATO 정상회의

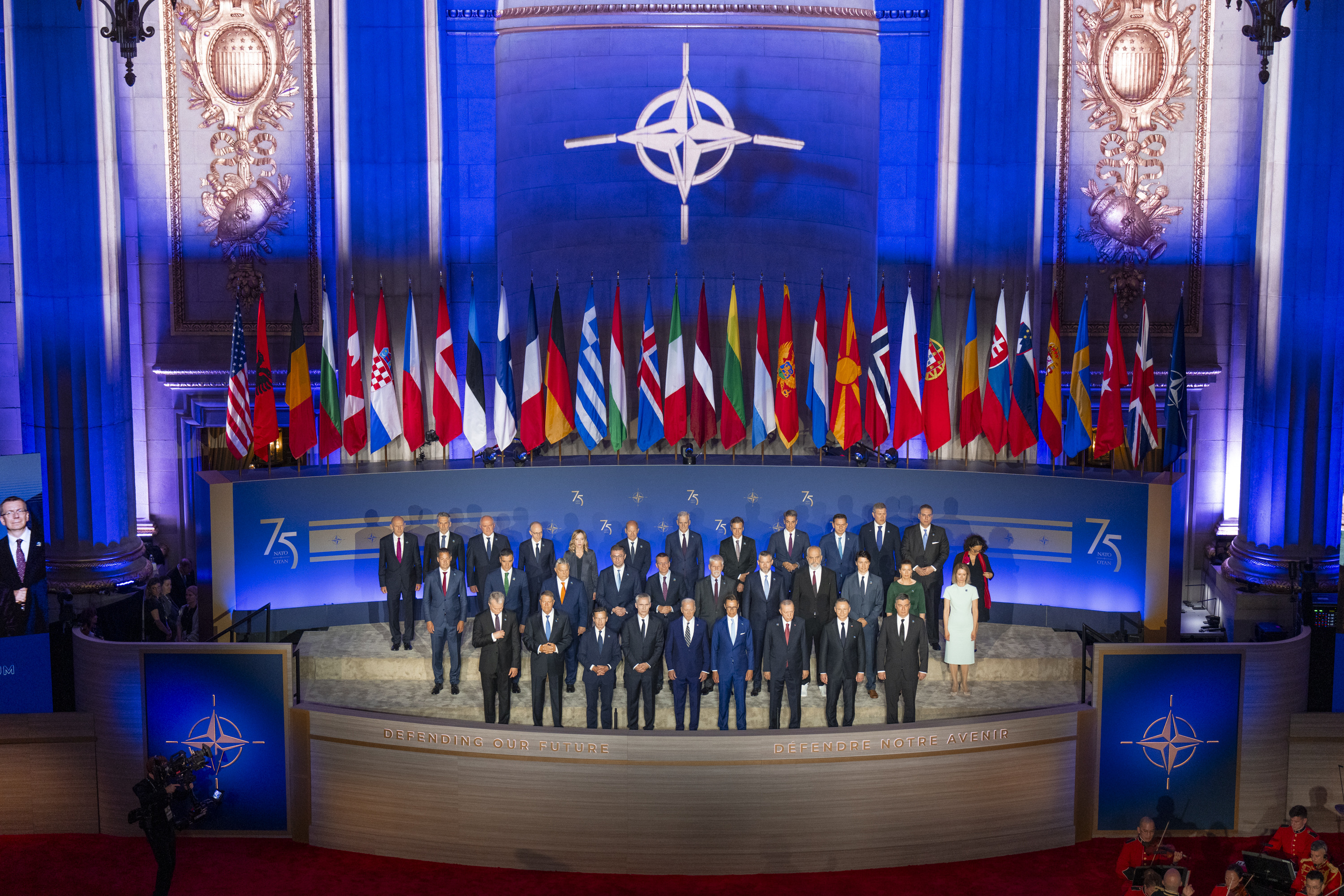
2024년 워싱턴 정상회의에서 북대서양 조약 기구 회원국 정상들과 정부 수반들이 공식 회담을 가지고 있다.

NATO 정상회의 또는 북대서양 조약기구 정상회의(영어: NATO summit)는 NATO 회원국의 국가원수와 정부수반이 동맹 활동을 평가하고 전략적 방향을 제시하는 정기적인 정상회담이다.
NATO 정상회담은 빈번한 NATO 각료회의와 같은 정기 회의가 아니라 동맹의 최고 수준 의사 결정 과정에서 중요한 분기점이다. 정상회담은 새로운 정책을 소개하고, 새로운 가입국을 동맹에 초대하거나 주요 신규 이니셔티브를 시작하고 비 NATO 국가와 파트너십을 구축하는 데 자주 사용된다. 특히 9·11 테러 이후 대테러 활동, 해양안보작전, 사이버 보안 등에서 중장기적인 협력이 이뤄지고 있다.
기존 정상회의는 나토 동맹국들만 참석하였으나, 2022년부터 인도태평양 4개국(Indo-Pacific Four, IP4)인 대한민국, 일본, 오스트레일리아, 뉴질랜드를 초대하고 있다. 러시아-우크라이나 전쟁 이후 우크라이나도 정상회의에 초대받기 시작하였다.

## 참가국
다음은 현재 NATO 회원국 목록이다:
- 알바니아
- 벨기에
- 불가리아
- 캐나다
- 크로아티아
- 체코
- 덴마크
- 에스토니아
- 핀란드
- 프랑스
- 독일
- 그리스
- 헝가리
- 아이슬란드
- 이탈리아
- 라트비아
- 리투아니아
- 룩셈부르크
- 몬테네그로
- 네덜란드
- 북마케도니아
- 노르웨이
- 폴란드
- 포르투갈
- 루마니아
- 슬로바키아
- 슬로베니아
- 스페인
- 스웨덴
- 튀르키예
- 영국
- 미국

회원국 외 NATO 정상회의에 참가하는 NATO 비회원국 목록이다:
- 아르메니아
- 오스트레일리아
- 오스트리아
- 아제르바이잔
- 보스니아 헤르체고비나
- 키프로스
- 유럽 연합
- 조지아
- 아일랜드
- 일본
- 요르단
- 몰타
- 몰도바
- 뉴질랜드
- 필리핀
- 싱가포르
- 대한민국
- 스위스
- 태국
- 우크라이나

## 북대서양 조약 기구 정상회담 목록
1949년 북대서양 조약 기구 창립 이래 총 33번의 북대서양 조약 기구 정상회담이 열렸다. 2001년과 2022년 브뤼셀 북대서양 조약 기구 본부에서 열린 예외적인 정상회담을 제외하고, 전통적인 정상회담만 공식적인 번호를 부여받았다.
| No. | 연도 | 날짜         | 국가        | 도시             | 주최국 정상                               |
| --- | ---- | ------------ | ----------- | ---------------- | ----------------------------------------- |
| 1   | 1957 | 12월 16–19일 | 프랑스      | 파리             | 대통령 르네 코티                          |
| 2   | 1974 | 6월 26일     | 벨기에      | 브뤼셀           | 총리 레오 틴데만스                        |
| 3   | 1975 | 5월 29–30일  | 벨기에      | 브뤼셀           | 총리 레오 틴데만스                        |
| 4   | 1977 | 5월 10–11일  | 영국        | 런던             | 총리 제임스 캘러핸                        |
| 5   | 1978 | 5월 30–31일  | 미국        | 워싱턴 D.C.      | 대통령 지미 카터                          |
| 6   | 1982 | 6월 10일     | 서독        | 본               | 총리 헬무트 슈미트                        |
| 7   | 1985 | 11월 21일    | 벨기에      | 브뤼셀           | 총리 빌프리트 마르턴스                    |
| 8   | 1988 | 3월 2–3일    | 벨기에      | 브뤼셀           | 총리 빌프리트 마르턴스                    |
| 9   | 1989 | 5월 29–30일  | 벨기에      | 브뤼셀           | 총리 빌프리트 마르턴스                    |
| 10  | 1989 | 12월 4일     | 벨기에      | 브뤼셀           | 총리 빌프리트 마르턴스                    |
| 11  | 1990 | 7월 5–6일    | 영국        | 런던             | 총리 마거릿 대처                          |
| 12  | 1991 | 11월 7–8일   | 이탈리아    | 로마             | 총리 줄리오 안드레오티                    |
| 13  | 1994 | 1월 10–11일  | 벨기에      | 브뤼셀           | 총리 장뤼크 데하네                        |
| 14  | 1997 | 5월 27일     | 프랑스      | 파리             | 대통령 자크 시라크                        |
| 15  | 1997 | 7월 8–9일    | 스페인      | 마드리드         | 총리 호세 마리아 아스나르                 |
| 16  | 1999 | 4월 23–25일  | 미국        | 워싱턴 D.C.      | 대통령 빌 클린턴                          |
| 17  | 2002 | 11월 21–22일 | 체코        | 프라하           | 총리 블라디미르 슈피들라                  |
| 18  | 2004 | 6월 28–29일  | 튀르키예    | 이스탄불         | 총리 레제프 타이이프 에르도안             |
| 19  | 2005 | 2월 22일     | 벨기에      | 브뤼셀           | 총리 히 버르호프스타트                    |
| 20  | 2006 | 11월 28–29일 | 라트비아    | 리가             | 총리 아이가르스 칼비티스                  |
| 21  | 2008 | 4월 2–4일    | 루마니아    | 부쿠레슈티       | 대통령 트라이안 버세스쿠                  |
| 22  | 2009 | 4월 3–4일    | 프랑스 독일 | 스트라스부르 켈  | 대통령 니콜라 사르코지 총리 앙겔라 메르켈 |
| 23  | 2010 | 11월 19–20일 | 포르투갈    | 리스본           | 총리 조제 소크라트스                      |
| 24  | 2012 | 5월 20–21일  | 미국        | 시카고           | 대통령 버락 오바마                        |
| 25  | 2014 | 9월 4–5일    | 영국        | 뉴포트 및 카디프 | 총리 데이비드 캐머런                      |
| 26  | 2016 | 7월 8–9일    | 폴란드      | 바르샤바         | 대통령 안제이 두다                        |
| 27  | 2017 | 5월 25일     | 벨기에      | 브뤼셀           | 총리 샤를 미셸                            |
| 28  | 2018 | 7월 11–12일  | 벨기에      | 브뤼셀           | 사무총장 옌스 스톨텐베르그                |
| 29  | 2019 | 12월 3–4일   | 영국        | 왓퍼드           | 총리 보리스 존슨                          |
| 30  | 2021 | 6월 14일     | 벨기에      | 브뤼셀           | 사무총장 옌스 스톨텐베르그                |
| 31  | 2022 | 6월 29–30일  | 스페인      | 마드리드         | 총리 페드로 산체스                        |
| 32  | 2023 | 7월 11–12일  | 리투아니아  | 빌뉴스           | 대통령 기타나스 나우세다                  |
| 33  | 2024 | 7월 9–11일   | 미국        | 워싱턴 D.C.      | 대통령 조 바이든                          |
| 34  | 2025 | 6월 24–26일  | 네덜란드    | 헤이그           | 총리 딕 스호프                            |
| 35  | 2026 | TBD          | 튀르키예    | TBD              | 대통령 레제프 타이이프 에르도안           |
| 36  | 2027 | TBD          | 알바니아    | TBD              | 총리 에디 라마                            |

### 특별 정상회담 및 회의
| 연도 | 날짜     | 국가          | 도시          | 유형                               | 배경                                                           | 주최국 정상                |
| ---- | -------- | ------------- | ------------- | ---------------------------------- | -------------------------------------------------------------- | -------------------------- |
| 2001 | 6월 13일 | 벨기에        | 브뤼셀        | 특별 회의                          | "회원국 행동 계획" 공식화                                      | 사무총장 조지 로버트슨     |
| 2002 | 5월 28일 | 이탈리아      | 로마          | 북대서양 조약 기구-러시아 정상회담 | 러시아-NATO 관계를 NATO-러시아 영구 합동 위원회로 격상.        | 총리 실비오 베를루스코니   |
| 2015 | 7월 28일 | 벨기에        | 브뤼셀        | 특별 회의                          | 2015년 수루츠 폭탄 테러 이후 튀르키예에 의한 4조 발동.         | 사무총장 옌스 스톨텐베르그 |
| 2022 | 2월 25일 | 화상 정상회담 | 화상 정상회담 | 특별 정상회담                      | 러시아의 우크라이나 침공 이후 8개 동유럽 국가에 의한 4조 발동. | 사무총장 옌스 스톨텐베르그 |
| 2022 | 3월 24일 | 벨기에        | 브뤼셀        | 특별 정상회담                      | 러시아의 우크라이나 침공                                       | 사무총장 옌스 스톨텐베르그 |

NATO 정상회의

## 같이 보기
- 유럽 연합 정상회의
- G7 정상회의